# خوسيه جايلتون دوس سانتوس سيلفا
خوسيه جايلتون دوس سانتوس سيلفا (بالبرتغالية: José Jadílson dos Santos Silva‏) (4 ديسمبر 1977 في ماسايو في البرازيل – )؛ هو لاعب كرة قدم سابق كان يلعب كلاعب وسط.

## وصلات خارجية
- خوسيه جايلتون دوس سانتوس سيلفا على موقع رابطة كرة القدم اليابانية للمحترفين (اليابانية)
- خوسيه جايلتون دوس سانتوس سيلفا على موقع قاعدة بيانات كرة القدم.إي يو (الإنجليزية)
- خوسيه جايلتون دوس سانتوس سيلفا على موقع Soccerway.com (الإنجليزية)
- خوسيه جايلتون دوس سانتوس سيلفا على موقع عالم كرة القدم.نت (الإنجليزية)